# Leana Grozer
Leana Grozer (ur. 23 kwietnia 2007 w Moers) – niemiecka siatkarka, reprezentantka kraju, grająca na pozycji atakującej i przyjmującej.
Jej ojcem jest Georg Grozer, który również jest siatkarzem. Jej matka Violetta jest Polką. Urodzona w 2010 roku jej młodsza siostra Loreen, także gra w siatkówkę tak i jak wujek Tim i ciocia Dora.
27 czerwca 2023 roku w 4 secie w meczu z reprezentacją Dominikany zadebiutowała w seniorskiej kadrze Niemiec podczas rozgrywek Ligi Narodów 2023.

## Sukcesy klubowe
Mistrzostwo Niemiec:
- 2025[8]
- 2024[9]

## Sukcesy reprezentacyjne
Mistrzostwa Europy Kadetek:
- 2022[10]

## Nagrody indywidualne
- 2022: Najlepsza atakująca Mistrzostw Europy Kadetek[11]